# DigiKam
digiKam（デジカム）は、デスクトップ環境KDE向けの画像管理ソフトウェアである。ほぼ全ての画像フォーマットをサポートし、写真をディレクトリベースのアルバムや撮影日、もしくはタグによって管理できる。ユーザーは写真にコメントや評価を付けたり、写真の検索や検索結果を「スマートフォルダ」に保存したりすることが可能。
プラグインを追加することによりアルバムをFlickrやGallery2にアップロードしたり、Google EarthのKMLファイルやSimpleviewerにエクスポートしたりすることもできる。 他にも写真をCDに保存したり、インターネット上で公開したりできる。

## 機能
digiKamでは、デジタルカメラ上の写真をプレビューしたり、転送もしくは削除したりできる。データの転送中に自動的に写真を変形させることもできる。また、KIPI（KDE Image Plugins Interface）フレームワークとプラグインを用いることにより、赤目現象の処理機能、カラーマネージメントや画像フィルタ機能等を追加することが出来る。digiKamはLinux上で16ビットの画像を処理することが出来る唯一の自由ソフトウェアの画像管理ソフトウェアである。
バージョン0.9.0に新しく搭載された機能は以下のとおりである。
- GPSによる位置判別[※ 1]
- 同期[※ 2]
- iPodへの写真のアップロード[※ 3]
- メタデータの高度編集エディタ[※ 4]
- RAW画像のより良いサポート（digiKamに含まれているdcrawを用いることにより実現）
- フルカラー管理
- 多くの新プラグイン

バージョン0.9.2に新しく搭載された機能は左テーブル、画像エディタ内とプレビューにおける画像のパン・ツールやユーザビリティの改善である。
digiKamはKDEのExtragearにおいて管理されており、活発に開発されている。現在はQt5.4に移植され、WindowsとmacOSでも利用できる。

## 技術的な情報
digiKamはKDEのQtライブラリを用い、C++で作成されている。

## 受賞
digiKamは「TUX 2005 Readers' Choice Award」を、お気に入りデジタル画像管理ツール部門で受賞した。